# Amanda Somerville
Amanda Somerville, née le 7 mars 1979, est une chanteuse-compositeur et coach vocal américaine. Elle s'est fait connaître par ses collaborations avec plusieurs groupes européens de metal symphonique. Sa voix va d'un extrême à l'autre, de ténor à soprano, même si, comme elle le dit, sa tessiture est alto.

## Vie privée
Amanda est née à Flushing, dans le Michigan, États-Unis.
Elle obtient une bourse et un diplôme en psychologie (avec mention très bien) à l'université du Michigan.
À partir de 1999, elle réside et travaille une dizaine d'années en Allemagne, à Wolfsbourg, ainsi qu'aux Pays-Bas.

## Carrière
Amanda Somerville a écrit et enregistré avec les groupes After Forever, Edguy, Kamelot, Epica, Avantasia et a produit ses deux albums solo qui ont des influences pop et rock avec un peu de hard rock, folk et de soul.
Elle a travaillé avec ces groupes au côté des producteurs Sascha Paeth et Michael Rodenberg qui l'ont amenée à coécrire l'opéra-rock Aina avec le pluri-instrumentaliste Robert Hunecke-Rizzo. Plus tard, elle récidive avec le guitariste Sander Gommans, de After Forever, prêtant sa voix et un concept lyrique au projet HDK. En 2008, elle tourne en Amérique avec le groupe hollandais de heavy metal, Epica, dont la chanteuse, Simone Simons venait de se remettre d'une infection staphylococcique (anthrax ?).
En 2010, elle collabore avec Michael Kiske (chanteur d'Helloween) à un projet musical appelé Kiske/Somerville. C'est du métal mélodique mis en place par Frontiers Records, comme le projet similaire Allen/Lande. L'écriture et la production sont signés par le bassiste Mat Sinner et le guitariste Magnus Karlsson(tous deux de Primal Fear) en collaboration avec Sander Gommans, Jimmy Kresic et Amanda. Le premier titre, Silence, est sorti le 20 août 2010. L'album Kiske/Somerville est paru le 24 septembre 2010 chez Frontiers Records, après le clip de Silence.
Elle fait partie du groupe Exit Eden, depuis 2017, qui reprend des covers de chanson de Rihanna, Lady Gaga et des Backstreet Boys.

## Discographie

### Solo
- In the Beginning there was… (2000).
- Blue Nothing (EP, 2000).
- Never Alone (EP, 2003).
- Windows (2009).

### Aina
- Days of Rising Doom (2003).

### HDK
- System Overload] (2008).

### Kiske/Somerville
- Kiske/Somerville (2010).
- City Of Heroes (2015).

### Trillium
- Alloy (2011).
- Tectonic (2018)

## Collaborations
En tant que chanteuse, productrice, coach vocal et/ou "chef de chœur" :
- Virgo - Virgo (2001) : chanteuse, éditrice lyrique.
- Luca Turilli - Prophet of the Last Eclipse (2002) : chanteuse.
- Mob Rules - Hallowed Be Thy Name (2002) : chanteuse.
- Shaman - Ritual (2002), Reason (2005) : chanteuse, éditrice lyrique.
- Aina - Days of Rising Doom (2003) : conceptrice, éditrice lyrique, coauteur, chanteuse, coach vocal.
- Epica - The Phantom Agony (2003), We Will Take You with Us (2004), Consign to Oblivion (2005), The Road to Paradiso (2006), The Divine Conspiracy (2007), chanteuse pendant la tournée États-Unis-Canada (2008), Design Your Universe (2009), Requiem for the Indifferent (2012) : coach vocal, chanteuse, coauteur, productrice.
- After Forever - Invisible Circles (2004), Remagine (2005), After Forever (2007) : chanteuse, productrice, coach vocal.
- Asrai - Touch in the Dark (2004) : éditrice lyrique.
- Edguy - Hellfire Club (2004), Rocket Ride (2006) : chanteuse, éditrice lyrique.
- Kamelot - The Black Halo (2005), Ghost Opera (2007), Poetry For The Poisoned (2010), Silverthorn (2012) : chanteuse, éditrice lyrique.
- Andre Matos - Time to Be Free (2007), Mentalize (2009) : "chef de chœur", chanteuse, éditrice lyrique.
- Avantasia - Lost in Space Part I (2007), Lost in Space Part II (2007), The Scarecrow (2008), The Wicked Symphony (2010), Angel of Babylon (2010), The Flying Opera (album live) (2011) : chanteuse.
- HDK - System Overload (2008) : chanteuse, coproductrice, coauteur, éditrice lyrique, ingénieur.
- Sebastien - Tears of white roses (2010) : chanteuse.
- The Boyscout - Blood Red Rose (2011) : chanteuse.
- DesDemon - Through the Gates (2011) : chant du titre Into Shadow.
- MaYaN - Quarterpast (2011) : coauteur, chant du titre Symphony of Aggression.
- Serenity - Death & Legacy (2011) : chanteuse.
- Docker's Guild - The Mystic Technocracy. Saison 1 : The Age of Ignorance (2012) : chanteuse.
- PelleK - Bag of Tricks (2012) : chant du titre Send My Message Home.
- Soulspell Metal Opera - Hollow's Gathering (2012), chant des titres To Crawl or to Fly et A Whisper Inside.
- Amadeus Awad's EON – The Book Of Gates (2013) : chanteuse.
- The Rock Station - Collaboration artistique avec cette radio néerlandaise (2013)[6].